# Anders Limpar
Anders Erik Limpar est un footballeur suédois né le 24 septembre 1965 à Solna. Il évoluait au poste de milieu de terrain.
Il a participé à deux Coupes du monde avec l'équipe de Suède : en 1990 et en 1994.

## Palmarès

### En Club
- Champion d'Angleterre en 1991 avec Arsenal
- Champion de Suède en 1998 avec l'AIK Solna
- Vainqueur de la FA Cup en 1993 avec Arsenal et en 1995 avec Everton
- Vainqueur de la Coupe de la Ligue en 1993 avec Arsenal

### EnÉquipe de Suède
- 58 sélections et 6 buts entre 1987 et 1996
- 3e de la Coupe du Monde en 1994
- Participation à la Coupe du Monde en 1990 (Premier Tour) et en 1994 (3e)
- Participation au Championnat d'Europe des Nations en 1992 (1/2 finaliste)

### Distinctions Individuelles
- Élu meilleur footballeur suédois de l'année en 1991